# Bão Fani (2019)
Bão Fani hay Xoáy thuận nhiệt đới mạnh Fani (/ˈfɔːniː/; tiếng Bengal: ফণী; tiếng Odia: ଫଣି; có nghĩa là 'mũ của một con rắn')  là một cơn bão nhiệt đới đe dọa Ấn Độ và Bangladesh như một cơn bão cực kỳ nghiêm trọng. Cơn bão thứ hai, cơn bão đầu tiên được đặt tên bởi Cục Khí tượng Ấn Độ (IMD) và cơn bão dữ dội đầu tiên của mùa bão Bắc Ấn Độ Dương 2019, Fani bắt nguồn từ áp thấp nhiệt đới hình thành gần phía tây Sumatra ở Ấn Độ Dương 26 tháng 4. Trung tâm Cảnh báo Bão Liên hợp (JTWC) đã theo dõi một sự xáo trộn nhiệt đới hình thành ở Bắc Ấn Độ Dương và chỉ định nó với mã định danh 01B. Fani từ từ trôi về phía tây, thấy mình trong một khu vực dẫn điện để tăng cường. Hệ thống được tăng cường và hai ngày sau khi được đặt tên, nó trở thành cơn bão Fani, cơn bão mang tên thứ hai của mùa. Fani di chuyển về phía bắc, đấu tranh để tăng cường khi gió cắt dọc vừa phải cản trở tiến trình của nó. Sau khi tránh xa cơn gió mạnh, Fani bắt đầu mạnh lên nhanh chóng và trở thành một cơn bão cực kỳ nghiêm trọng vào ngày 30 tháng 4 năm 2019, cơn bão xoáy cực kỳ dữ dội đầu tiên của mùa.

## Lịch sử khí tượng
IMD bắt đầu theo dõi áp thấp nhiệt đới nằm ở phía tây Sumatra vào ngày 26 tháng 4, phân loại nó là BOB   02. Cuối ngày hôm đó, JTWC đã đưa ra Cảnh báo hình thành Bão nhiệt đới trên hệ thống. Sau đó, cơn bão từ từ đông lại trong khi di chuyển về phía bắc và được nâng cấp thành một vùng trũng sâu vào lúc 00:00 UTC ngày 27 tháng Tư. Đồng thời, JTWC bắt đầu cảnh báo trên hệ thống, chỉ định nó là 01B. Sáu giờ sau, IMD đã nâng cấp hệ thống thành một cơn bão lốc xoáy và đặt tên là Fani. Hệ thống tiếp tục tăng cường cho đến 18:00 UTC, sau đó nó bị đình trệ trong hơn một ngày khi sự đối lưu xung quanh tâm bão được tẩy lông và suy yếu dần. Fani đã tiếp tục tăng cường vào khoảng 12:00 UTC, với IMD nâng cấp nó thành một cơn bão mạnh. Vào thời điểm đó, Fani bắt đầu một thời kỳ tăng cường nhanh chóng vì nó nằm trong một môi trường rất thuận lợi với nhiệt độ mặt nước biển là 30–31 °C (86–88 °F)     và cắt gió dọc thấp. Do đó, JTWC đã nâng cấp Fani lên cơn bão tương đương Loại 1 vào cuối ngày 29 tháng 4. Khoảng 00:00 UTC ngày 30 tháng 4, Fani đã được IMD nâng cấp thành cơn bão lốc xoáy rất nghiêm trọng. Tổ chức của hệ thống tiếp tục được cải thiện, với việc quấn dải xoắn ốc chặt chẽ thành một đặc điểm mắt hình thành, dẫn đến việc Fani được nâng cấp thành cơn bão lốc xoáy cực kỳ nghiêm trọng bởi IMD vào khoảng 12:00 UTC  trong khi JTWC nâng cấp cơn bão đến một cơn bão tương đương loại 3 giờ sau đó.

## Chuẩn bị
Để chuẩn bị cho tác động của cơn bão, Hải quân Ấn Độ đã triển khai các tàu hải quân ở Visakhapatnam và bờ biển Odisha để chuẩn bị cho tác động của Fani. IMD đã đưa ra nhiều cảnh báo màu vàng cho phần lớn khu vực phía đông nam Ấn Độ khi cơn bão bắt đầu mạnh lên. Khu vực này đã phải đối phó với sức nóng nghiêm trọng trước khi hình thành lốc xoáy. Chính quyền ở Bangladesh được lệnh mở các khu vực trú ẩn cũng như 19 quận ven biển.

## Tác động
Ít nhất 51 người đã tử vong trong trận bão Fani; 29 ở Odisha, 8 tại hai nơi ở Uttar Pradesh, và 14 tại tám nơi ở Bangladesh. Tại Odisha, một thiếu niên bị cây đổ vào người. Một người phụ nữ trúng phải gạch vụn rơi, và một người khác bị đau tim trong nơi trú bão.